# País portátil (novela)
País portátil es una novela del escritor venezolano Adriano González León publicada en 1969 por la editorial Seix Barral, luego de haber ganado el año anterior el premio Biblioteca Breve. Fue la primera novela del autor, quien ya había publicado tres libros de cuentos. En consideración del escritor Sergio Ramírez, esta obra dio paso a «la incorporación de Venezuela a la gran literatura contemporánea». A su vez, el poeta y crítico literario Juan Liscano la estimó como «sobresaliente», ya que conjuga dos tiempos de la sociedad venezolana, «el bárbaro y agreste, pero relativamente sólido, de un ayer provinciano, y el  incoherente, compulsivo, desquiciado de un presente inmediato urbano».
En esta obra vierte, a partir del viaje psicológico y la travesía citadina de su protagonista, las continuidades y rupturas de la violencia política en Venezuela. González León, crítico de la democracia representativa nacida en 1958, había participado en grupos de vanguardia literaria, y de agitación cultural, como lo fueron Sardio y El Techo de la Ballena.
País portátil es el relato de una saga familiar en el que se reinterpreta el caudillismo del siglo XIX en diálogo con la contemporaneidad, llegando a su punto culminante con la denuncia del panorama nacional de mediados de la década de 1960 y la actuación del movimiento guerrillero.
En 1979 fue adaptada al cine por los realizadores Iván Feo y Antonio Llerandi.
El manuscrito original reposa en la sección de «Libros raros y manuscritos» de la Biblioteca Nacional de Venezuela.

## Argumento
Estructurada en cinco partes y tres tiempos, la novela narra la épica de un día del joven Andrés Barazarte, quien debe cruzar Caracas en autobús con un maletín que le permitirá cumplir con una misión guerrillera. La ciudad es un personaje el cual, con su propio ritmo y presencia agobiante, influye en la trama. 
A este primer tiempo se le suma el relato de la llegada, años antes, de Andrés a la ciudad. Su amistad con Eduardo le impulsa a ingresar al ambiente revolucionario para dejar tras de sí su estigma de estudiante torpe y pobre que ha llegado de un lugar recóndito. Mientras transcurre la tarde y se da paso a la noche, en el protagonista se desarrolla un debate psicológico sobre su historia familiar, encarnado por el monólogo del abuelo Salvador. En este tercer tiempo se apela al lenguaje popular altamente elaborado para reconstruir la historia del clan Barazarte. Sus aventuras y desventuras en el país de los caudillos, contrapone el panorama «feudal» terrateniente de la región andina, con la violencia urbana de la cual el protagonista quiere ser uno de sus agitadores. La violencia es el elemento transversal que conecta estos tres tiempos.

## Ediciones
Junto al tiraje de Seix Barral como parte de la colección «Biblioteca Breve», País portátil ha sido publicada por el Círculo de Lectores, en 1972 y 1986. En 1974 la novela fue incorporada al catálogo de la editorial estatal venezolana Monte Ávila Editores. En 1979 apareció una edición especial de Contexto Editores, en conjunto con el guion cinematográfico, adaptado por Feo y Llerandi. Fue editada en la colección «Alfaguara bolsillo» en 1997. Para la conmemoración del 35 aniversario de la obra, Rayuela. Taller de ediciones presentó una edición con ilustraciones de Víctor Hugo Irazábal y prólogo del historiador, y amigo personal de González León, Manuel Caballero.
En 1975 fue publicada en italiano por Feltrinelli bajo el título Armi per la città.